# La Libre Esthétique
Pour les articles homonymes, voir Esthétique (homonymie).
La Libre Esthétique est un cercle artistique belge d'avant-garde fondé en 1893 et existant jusqu'en 1914. Ce cercle qui a succédé au Groupe des XX prône une confrontation très large de toutes les disciplines artistiques et organise 21 expositions annuelles.

## Histoire du Groupe des XX
En 1883, Octave Maus fonde le Groupe des XX qui s'impose rapidement dans le domaine artistique. Il y attire les meilleurs de l'art à Bruxelles : Camille Pissarro, Paul Cézanne, Auguste Renoir, Paul Gauguin, Henri de Toulouse-Lautrec, Vincent van Gogh, Darío de Regoyos, Henry Lerolle, Maurice Denis, Camille Claudel entre autres,. Son attention se porte bientôt sur le néo-impressionnisme. La majorité des membres des XX décide la dissolution en 1893 en suivant la proposition de Maus « les cercles d'avant garde ne doivent pas durer trop longtemps sous peine de déchoir ou de reculer ». James Ensor tente vainement de s'opposer à cette décision.

## Objectifs de La Libre Esthétique
Créée en octobre 1893, La Libre Esthétique suit pratiquement le programme du Groupe des XX, ce qui suppose une confrontation très large de toutes les disciplines artistiques, avec cycle d'expositions, de conférences, de concerts. Entre autres, la société organise annuellement le Salon de La Libre Esthétique.
La société entend créer en Belgique un nouveau foyer d'art. Elle veut donner à l'art indépendant la place qu'il a le droit d'occuper, en offrant aux artistes nationaux et étrangers qui le pratiquent l'occasion de se manifester publiquement en Belgique dans les meilleures conditions possibles.

## Le comité d'organisation
Afin d'éviter toute rivalité, les artistes sont exclus du comité d'organisation qui est strictement confié à des personnes issues de la société civile, ainsi que des hommes de lettres. Le comité créé en 1893 comprend cent membres et leur nombre peut être augmenté. Octave Maus, qui a présidé pendant dix ans à l'organisation des Salons du Groupe des XX, assure la direction des expositions. C'est un écrivain, avocat, passionné d'art, par ailleurs journaliste et à l'occasion critique. Il a fondé la revue L'Art moderne où écrit Émile Verhaeren. La direction des concerts est dévolue à Eugène Ysaÿe, professeur au Conservatoire royal de Bruxelles, celle des conférences à Léon de Lantsheere, avocat près la Cour d'appel de Bruxelles, tandis que Victor Bernier, chef de division au Ministère de l'Agriculture, remplit les fonctions de trésorier.

## Les expositions annuelles (1894-1914)

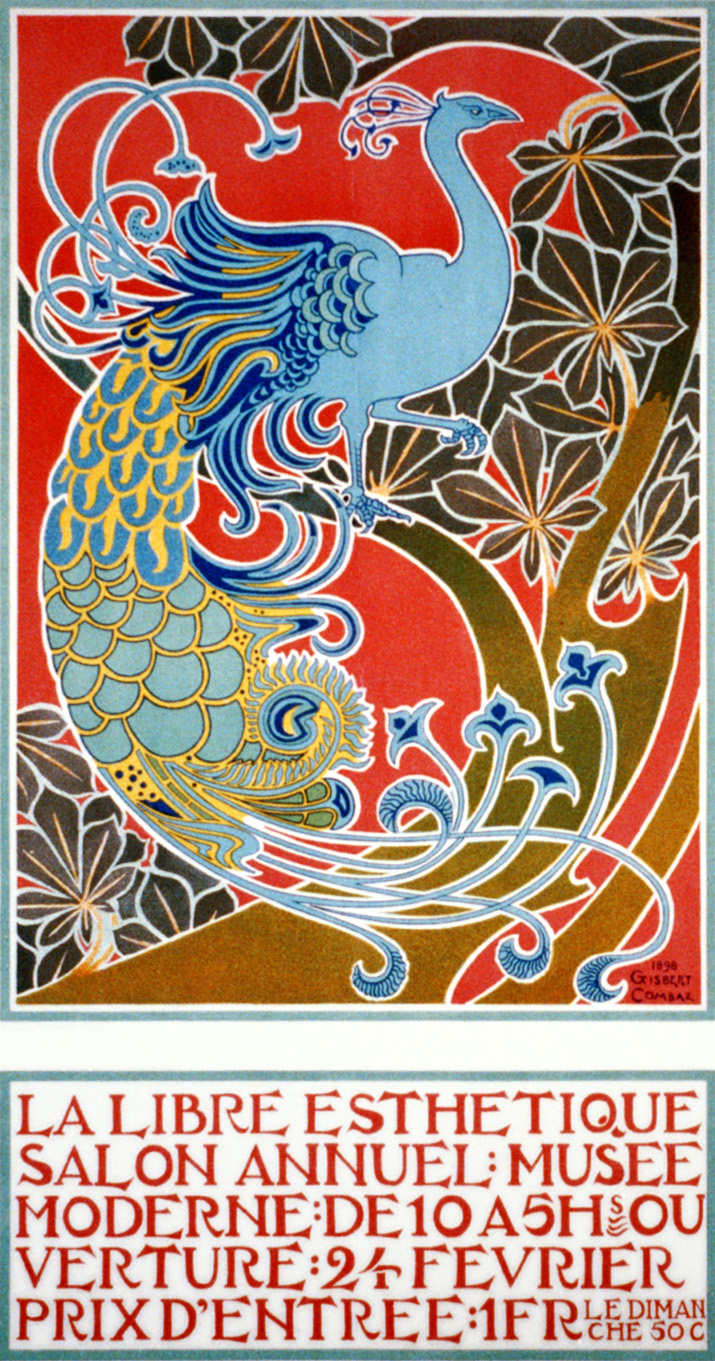
Affiche lithographiée de Gisbert Combaz pour l'exposition de 1898.

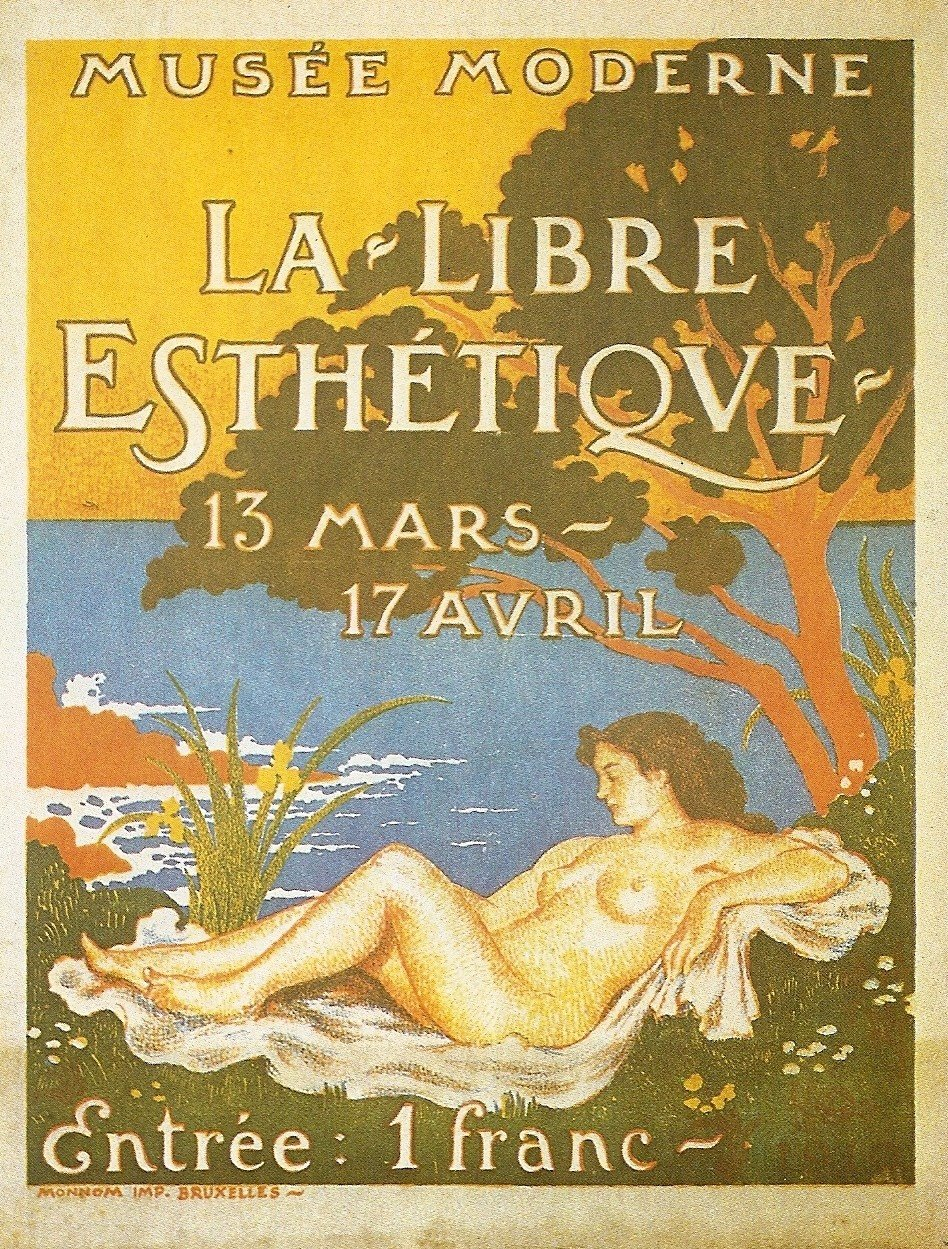
Affiche lithographiée de Georges Lemmen pour l'exposition de 1910.

Vingt-et-une expositions sont organisées de 1894 à 1914. La force de cette manifestation sera d'internationaliser l'esthétique du moment, d'illustrer ses variations, ses conséquences, à l'échelle européenne, ses recherches et ses déviations et de permettre un jugement critique sur son développement.
Un catalogue accompagne chaque exposition annuelle, imprimé chez la Veuve Monnom à Bruxelles. Les ressources de la société consistent dans les recettes de ses expositions et les cotisations de ses membres.

### Premier Salon (1894)
Le premier Salon de La Libre Esthétique, ouvert du 17 février au 15 mars 1894 au musée moderne de peinture, voit dialoguer des peintres de différents pays tels que Fritz Thaulow, Émile Claus, James Ensor, Hector Thys, Guillaume Vogels, Henri de Toulouse-Lautrec, des pointillistes comme Henri-Edmond Cross, Théo van Rysselberghe, des symbolistes comme Odilon Redon, Pierre Puvis de Chavannes, Fernand Khnopff, William Degouve de Nuncques et des nabis avec Maurice Denis, Paul-Élie Ranson et Henri-Gabriel Ibels.
Paul Gauguin, qui se rend à Bruxelles pour l'ouverture du Salon, expose cinq tableaux, l'un peint à la Martinique en 1887, les autres lors de son voyage à Tahiti de 1891 à 1893. La critique salue ses admirables explorations et ses tons beaux, riches et pleins avec une recherche de robustesse et souvent de grossièreté dans le trait,,.
Camille Claudel y expose pour la première fois sa Petite Châtelaine, qui lui vaut de bonnes critiques. Elle y expose également La Valse, une œuvre en bronze originale et forte, d'une artiste dont le nom est déjà presque célèbre selon la revue L'Art moderne,,.

### Deuxième Salon (1895)
Du 23 février au 1er avril 1895, le second Salon a lieu au musée moderne de peinture. Le catalogue comprend 655 numéros.
De nombreux invités exposent : les peintres belges Albert Baertsoen, Anna Boch, Émile Claus, James Ensor, Léon Frédéric, Fernand Khnopff, Eugène Laermans et Xavier Mellery.
Parmi les peintres étrangers, figurent : Darío de Regoyos, Henri de Toulouse-Lautrec, Henri-Gabriel Ibels, John Lavery, Camille Pissarro et Paul Signac.
Arthur Craco, Paul Du Bois et Constantin Meunier qui a envoyé dix-neuf œuvres, de même que dix-sept pastels et dessins rehaussés, représentent la sculpture, tandis que Hector Thys présente un vitrail d'art.
Quatre concerts sont donnés, de même que quatre conférences littéraires, dont les orateurs sont : Camille Mauclair, Lugné-Poe, Henri Maubel et Edmond Picard.

### Troisième Salon (1896)
Du 22 février au 30 mars 1896, le troisième Salon a lieu au musée moderne de peinture. Le catalogue comprend 435 numéros. L'affiche est de Théo Van Rysselberghe.

### Quatrième Salon (1897)
Du 25 février au 1er avril 1897, le quatrième Salon a lieu au musée moderne de peinture. Le catalogue comprend 591 numéros. L'affiche est de Victor Mignot.
Paul Gauguin présente six peintures tahitiennes : Fatata te Miti (1892), Te aa no areois (1892), Hina Maruru (1893), Eiaha Ohipa (1896), Bébé (1896) et Te tamari no atua (1896).

### Cinquième Salon (1898)
Du 24 février au 1er avril 1898, le cinquième Salon a lieu au musée moderne de peinture. Le catalogue comprend 504 numéros. L'affiche est de Gisbert Combaz.

### Sixième Salon (1899)
Du 23 février au 30 mars, le sixième Salon a lieu au musée moderne de peinture. Léo Jo expose ses caricatures qui charment le public,.

### Septième Salon (1900)
Du 1er mars au 31 mars 1900, le septième Salon a lieu au musée moderne de peinture.
Parmi les exposants, se distingue un envoi important de Henri Evenepoel, récemment mort (le 27 décembre 1899), comprenant notamment : L'Espagnol à Paris, La Foire aux Invalides, Café d'Harcourt au Quartier latin.
Les autres peintres belges sont notamment représentés par : Émile Claus, Alfred Verhaeren, Léon Frédéric, Adrien-Joseph Heymans, Jean Delville.
Un autre envoi important est celui du peintre espagnol Ignacio Zuloaga qui côtoie les peintures du Néerlandais Franz Melchers.
Galerie

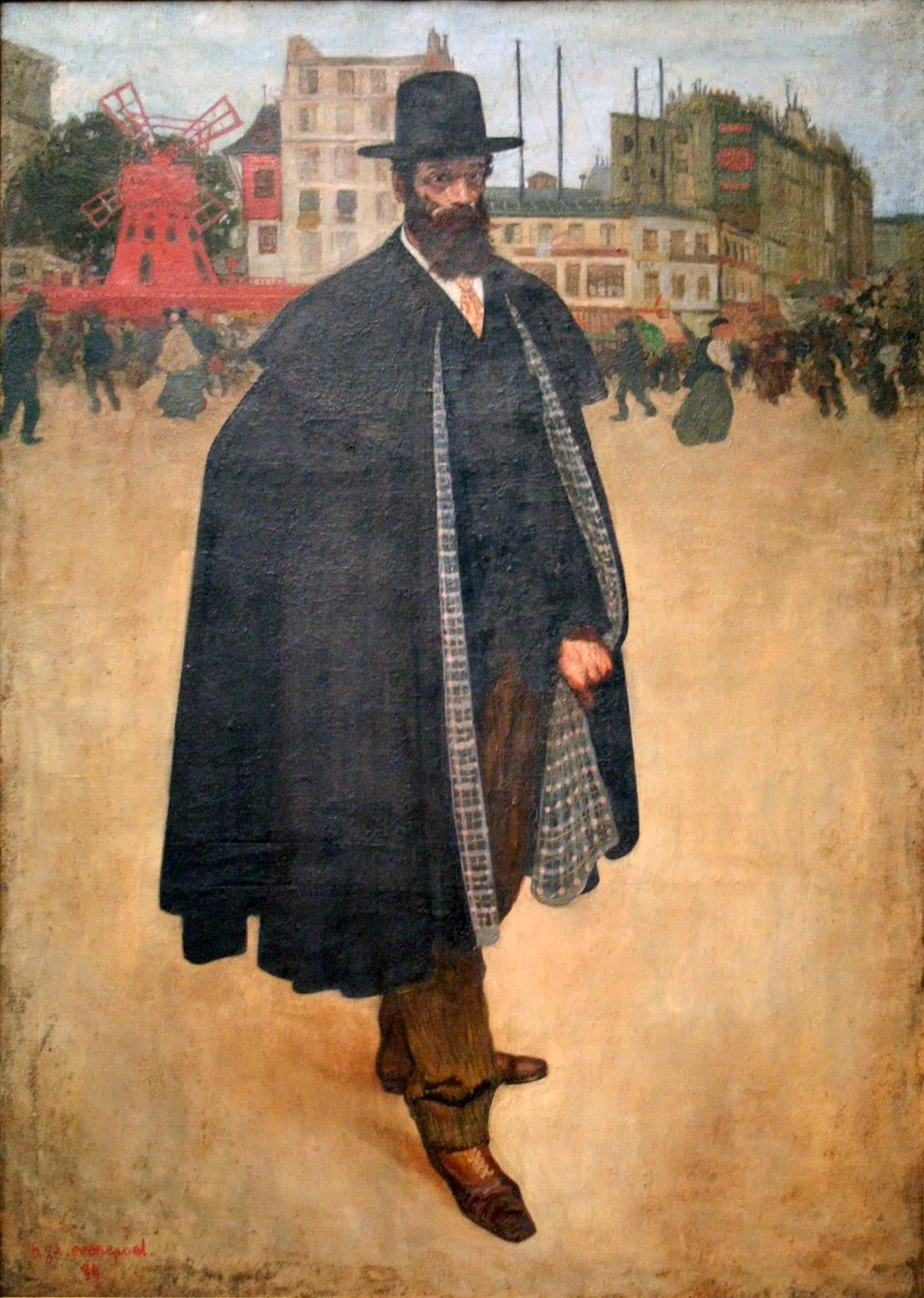
Henri Evenepoel, L'Espagnol à Paris (portrait du peintre Francisco Iturrino).
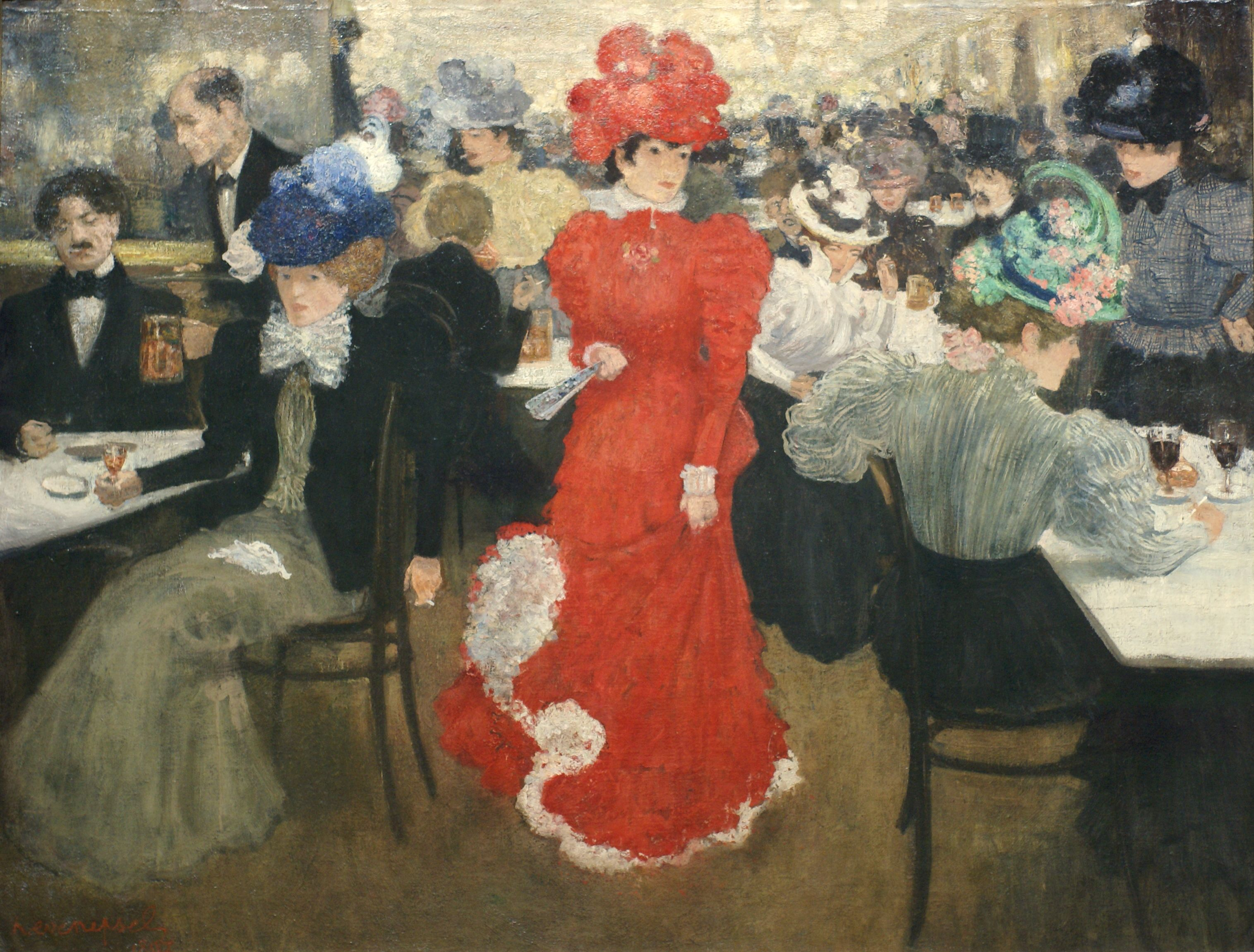
Henri Evenepoel, Café d'Harcourt au Quartier latin, 1897.

### Quatorzième Salon (1907)
Du 3 mars au 3 avril 1907.

### Vingt-et-unième Salon (1914)
Du 7 mars au 13 avril 1914, le dernier Salon du cercle se tient au musée de peinture moderne.
Une rétrospective des œuvres du Darío de Regoyos, mort à Barcelone le 29 octobre 1913 est organisée et comprend plusieurs envois importants. La reine Élisabeth visite l'exposition.

## Autres manifestations
L'activité de La Libre Esthétique n'est pas limitée aux Salons annuels, elle organise, tant à Bruxelles qu'en province, des expositions partielles, des auditions musicales, des conférences et des lectures afin de défendre ses idées.

## Succession
En 1921, un groupe d'artistes décide de créer L'Esthétique nouvelle afin de remplacer le cercle créé par Octave Maus. À l'instar de son aînée, L'Esthétique nouvelle va plus loin que les idées artistiques généralement admises. Elle est d'avant garde et, cependant, elle s'arrête à de certaines limites. Elle ouvre son premier Salon en mai 1921.

#### Articles
- Rédaction, « La Libre Esthétique », L'Art moderne, vol. 13, no 44,‎ 29 octobre 1893, p. 345-346 (lire en ligne, consulté le 26 juin 2024).
- Rédaction, « La Libre Esthétique », L'Art moderne, vol. 13, no 48,‎ 26 novembre 1893, p. 379-380 (lire en ligne, consulté le 26 juin 2024).

#### Catalogues des expositions
- La Libre Esthétique, Catalogue de la première Exposition, à Bruxelles, du 17 février au 15 mars 1894, Bruxelles, Imprimerie Veuve Monnom, 1894, 58 p. (OCLC 866887077, lire en ligne)
- La Libre Esthétique, Catalogue de la deuxième Exposition, à Bruxelles, du 23 février au 1er avril 1895, Bruxelles, Imprimerie Veuve Monnom, 1895, 68 p. (OCLC 501483372, lire en ligne)
- La Libre Esthétique, Catalogue de la troisième Exposition, à Bruxelles, du 22 février au 30 mars 1896, Bruxelles, Imprimerie Veuve Monnom, 1896, 54 p. (OCLC 501483373, lire en ligne)
- La Libre Esthétique, Catalogue de la quatrième Exposition, à Bruxelles, du 25 février au 1er avril 1897, Bruxelles, Imprimerie Veuve Monnom, 1897, 55 p. (OCLC 501483374, lire en ligne)
- La Libre Esthétique, Catalogue de la cinquième Exposition, à Bruxelles, du 24 février au 1er avril 1898, Bruxelles, Imprimerie Veuve Monnom, 1898, 45 p. (OCLC 501483375, lire en ligne)
- La Libre Esthétique, Catalogue de la sixième Exposition, à Bruxelles, du 23 février au 1er avril 1899, Bruxelles, Imprimerie Veuve Monnom, 1899, 51 p. (OCLC 501483376)
- La Libre Esthétique, Catalogue de la septième Exposition, à Bruxelles, du 1er au 31 mars 1900, Bruxelles, Imprimerie Veuve Monnom, 1900, 49 p. (OCLC 501483377)
- La Libre Esthétique, Catalogue de la huitième Exposition, à Bruxelles, du 1er au 31 mars 1901, Bruxelles, Imprimerie Veuve Monnom, 1901, 46 p. (OCLC 501483378)
- La Libre Esthétique, Catalogue de la neuvième Exposition, à Bruxelles, du 27 février au 31 mars 1902, Bruxelles, Imprimerie Veuve Monnom, 1902, 49 p. (OCLC 501483379, lire en ligne)
- La Libre Esthétique, Catalogue de la dixième Exposition, à Bruxelles, du 26 février au 29 mars 1903, Bruxelles, Imprimerie Veuve Monnom, 1903, 45 p. (OCLC 501483380)
- La Libre Esthétique, Catalogue de la quatorzième Exposition, à Bruxelles, du 3 mars au 3 avril 1907, Bruxelles, Imprimerie Veuve Monnom, 1907, 55 p. (lire en ligne)
- La Libre Esthétique, Salon Jubilaire, 1er mars - 5 avril 1908, Catalogue, Bruxelles, Imprimerie Veuve Monnom, 1907, 51 p. (OCLC 501483387, lire en ligne)
- La Libre Esthétique, Catalogue de la seizième Exposition, à Bruxelles, du 7 mars au 12 avril 1909, Bruxelles, Imprimerie Veuve Monnom, 1909, 55 p. (OCLC 501483388, lire en ligne)
- La Libre Esthétique, Catalogue de la dix-huitième Exposition, à Bruxelles, du 18 mars au 23 avril 1911, Bruxelles, Imprimerie Veuve Monnom, 1911, 47 p. (OCLC 501483390)
- La Libre Esthétique, Catalogue de la dix-neuvième Exposition, à Bruxelles, du 9 mars au 14 avril 1912, Bruxelles, Imprimerie Veuve Monnom, 1912, 41 p. (OCLC 501483391)

#### Ouvrages
- Pierre Sanchez, Le Salon des "XX" et de La Libre Esthétique. Répertoire des exposants et liste de leurs œuvres (Bruxelles 1884-1914), Dijon, L’Échelle de Jacob, 2012, 415 p. (ISBN 9782359680331 et 2359680331, OCLC 1249903483)
- Serge Goyens de Heusch, L'invitation au voyage : la musique aux XX et à La Libre Esthétique, Bruxelles, Fondation pour l'art belge contemporain, 1990, 149 p. (OCLC 1400814845)